# Стефан Димитров (керамик)
 Тази статия е за професора по керамика.  За други хора със същото име вижте Стефан Димитров.  
Стефан Димитров Попстефанов е български керамик, професор в Художествената академия.

## Биография
Стефан Димитров е роден на 6 септември 1871 г. в Хасково.  Внук на възрожденеца поп Стефан и син на Димитър поп Стефанов – член на Хасковския таен революционен комитет и другар на Васил Левски.
През 1888 година се записва да учи в Държавната учебна занаятчийница в Княжево (основана на 9 декември 1883 г. с указ на княз Ал. Батенберг и предназначена да усъвършенства знанията и да подготви добре обучени майстори в железарските и дърводелските занаяти). През тази година в Занаятчийницата е разкрит за първи път грънчаро-пещарски отдел. Завършва обучението си през 1891 година.
През 1895 година завършва Художественото индустриално училище във Виена. Продължава обучението си в Германия със специализация по керамична технология и химия.
След завръщането си в България, Стефан Димитров става учител в Занаятчийницата, която междувременно през 1893 г. е прекръстена на Държавно техническо училище. В края на 1896 г. училището е разформировано и отделът по грънчарство е преместен в град Трън под ново име – Държавно грънчарско училище. От 1898 г. училището е преместено в село Бусинци, Пернишко.
През 1901 година Стефан Димитров постъпва в Рисувалното училище в София. От 1904 до 1932 година Димитров е професор по керамика и химия на боите в Художествена академия. Специализира в Севър, Франция.

## Творчество
Стефан Димитров работи като художник в държавната манифактура в Шарлотенбург, Берлин, посещава и Копенхаген и Майсен. Автор е на керамичната майоликова украса на църквата „Свети Никола“ в софийския кв. Ючбунар, на Софийските минерални бани и на Синодалната палата в София.
Дълги години е председател на Съюза на българските керамици и главен редактор на списанието „Известия на Съюза на българските керамици“, основано през 1928 г.
Награден от цар Борис III през 1920 г. с „Орден за гражданска заслуга“, а през 1921 с ордена „Св. Александър“.
Умира след кратко боледуване на 25 август 1937 г. в София.

## Памет
На професор Стефан Димитров е наречена улица в квартал „Студентски град“ в София (Карта).